# Lamabunga
Lamabunga is een bestuurslaag in het regentschap Flores Timur van de provincie Oost-Nusa Tenggara, Indonesië. Lamabunga telt 1667 inwoners (volkstelling 2010).